# Helicia symplocoides
Helicia symplocoides är en tvåhjärtbladig växtart som beskrevs av R.C.K. Chung. Helicia symplocoides ingår i släktet Helicia och familjen Proteaceae. Inga underarter finns listade i Catalogue of Life.